# Дренска река
Дренска река је река у Србији на северу Косова и Метохије. Извире недлако од рудника олово-цинкане руде Бело Брдо на Копаонику. Настаје од две мање речице - Белобрдског потока и Марушићке реке. Укупна дужина тока је око 15 km. Извор реке је на приближно 1.250 метара надморске висине. Дренска река тече према југозападу кроз клисурасту долину у горњем току између засеока Миоковиће, Цртанотово, Земаница и Витановиће.
У доњем делу тока долина се благо шири окружена висовима — Кулина (847 м) и Ђоковац (668 м) са десне стране, као и Чадоре (922 м), Бориковац (976 м) и Грабак (784 м) са леве стране. Пре ушћа протиче кроз пространије Дренско поље и село Дрен, где се улива у Ибар као његова десна притока на око 450 метара надморске висине.

## Галерија
- Дренска река2
- Дренска река3
- Мост преко реке
- Дренска река1